# Heradsbygd
Heradsbygd este o localitate din comuna Elverum, provincia Hedmark, Norvegia.